# سايشو(برنامج العلوم)
سايشو أو برنامج العلوم SciShow عبارة عن مجموعة من قنوات YouTube التي تركز على الأخبار العلمية. يستضيف "هانك جرين" البرنامج جنبًا إلى جنب مع طاقم من المضيفين المشاركين.  تم إطلاق سايشو كقناة مُستقلة.  تَصدِر السلسلة بإستمرار مواد جديدة منذ إنشائها في عام 2012.
منذ إطلاقها، تم إطلاق ثلاث قنوات إضافية تحت العلامة التجارية:
SciShow Space و SciShow Psych و SciShow Kids .

## التاريخ والتمويل
تم إطلاق القناة باعتبارها " قناة مُستقلة"، مما يعني أن يوتيوب قام بتمويل القناة.   كان من المتوقع أن تنتهي المنحة الأولية للعرض في عام 2014، واستجابة لذلك، في 12 سبتمبر 2013، انضمت SciShow إلى موقع تمويل المشاهدين Subbable ، الذي تم إنشاؤه جزئيًا بواسطة Green.  

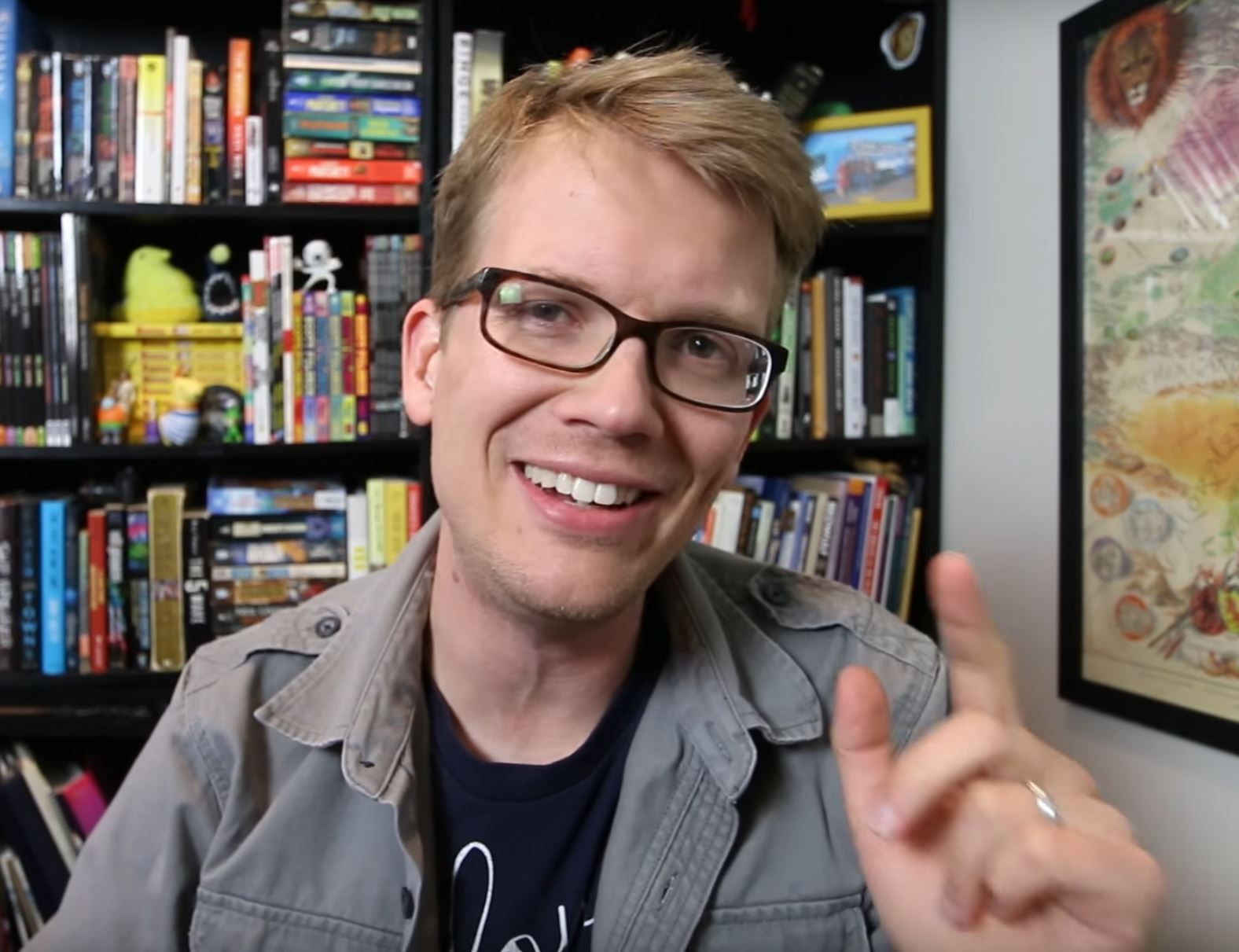
هانك جرين، مقدم برنامج SciShow

## المحتوى
يغطي SciShow العديد من المجالات العلمية المختلفة، بما في ذلك الكيمياء والفيزياء وعلم الأحياء وعلم الحيوان والجيولوجيا والجغرافيا وعلم الحشرات وعلم النبات والأرصاد الجوية وعلم الفلك والطب وعلم النفس والأنثروبولوجيا والرياضيات وعلوم الكمبيوتر .  تحتوي مقاطع الفيديو الموجودة على SciShow على مجموعة كبيرة ومتنوعة من المواضيع المختلفة، مثل التغذية،  و"صيغ التفضيل العلمية".  اعتبارًا من أبريل 2020، أصدرت SciShow أكثر من 2250 مقطع فيديو. 